# Silva Maria Pita de Beauclair Guimarães
Silva Maria Pita de Beauclair Guimarães (1944) es una ficóloga, botánica, curadora, y profesora brasileña.
En 1968, obtuvo una licenciatura en Historia natural, por la Universidad de São Paulo, la maestría en Biología Vegetal en 1973; y, el doctorado por la misma casa de altos estudios, en 1991.
Desarrolla actividades académicas y de investigación, como Investigadora Asociada del Instituto de Botánica. Tiene experiencia en el área de Botánica, con énfasis en las criptógamas, principalmente en: taxonomía de algas bentónicas marinas de las costas rocosas, arrecifes y ecosistemas de manglares, biología de macroalgas marinas, estudio de algas submareales, caracterización de algas asociadas con bancos rodolitos de la costa brasileña, y desarrollo de macroalgas in vitro; en la Universidad de São Paulo.

## Algunas publicaciones
- p.b. Jesus, silva m.p.b. Guimarães, j.m.c. Nunes. 2013. Hypnea platyclada, a new species of red alga (Rhodophyta, Cystocloniaceae) from Brazil. Phytotaxa 85: 26-34
- w.r. Almeida, silva m.p.b. Guimarães, c.w.n. Moura. 2013. Bangiopsis subsimplex (Mont.) F.Schmitz (Stilonematales, Rhodophyta) on the northeastern coast of Brazil. Acta Botanica Brasílica 27: 231-236
- g.h. Pereira filho, g. Amado filho, r.l. Moura, silva m.p.b. Guimarães, l. Salgado, r. Francini filho, r. Bahia, d.p. Abrantes, a.z. Güth, p. Brasileiro. 2012. Extensive Rhodolith beds cover the summits of southwestern Atlantic Ocean seamounts. J. of Coastal Res. 1: 261-269
- w.r. Almeida, a.m. Alves, silva m.p.b. Guimarães, c.w.n. Moura. 2012. Cladophorales e Siphonocladales (Chlorophyta) from Bimbarras Islands, Todos os Santos Bay, Bahia State, Brazil. Iheringia. Série Botânica 67: 149-164
- d. Pupo, l.c. Ouriques, m.t. Fujil, silva m.p.b. Guimarães, n.s. Yokoya. 2011. Marine benthic algae from Santa Catarina State, southern Brazil. Bol. do Instituto de Botânica (São Paulo) 20: 1-3
- silva m.p.b. Guimarães, m.t. Fujil, n.s. Yokoya. 2011. Checklist of Rhodophyta. Bol. do Instituto de Botânica (São Paulo) 20: 100-106
- j.m.c. Nunes, silva m.p.b. Guimarães, z.l. Bouzon, p.a. Horta. 2011. Dotyophycus pacificum I.A.Abbott (Liagoraceae, Rhodophyta) a new record for the Atlantic Ocean. Acta Botanica Brasílica 25: 241-248
- g.h. Pereira filho, g. Amado filho, silva m.p.b. Guimarães, r.l. Moura, p.y.g. Sumida, d.p. Abrantes, r.g. Bahia, a.z. Güth, r. Rocha-Jorge, r. Francini filho. 2011. Reef Fish and benthic assemblages of Trindade and Martin Vaz island group, Southwestern Atlantic. Brazilian J. of Oceanography 59: 201 -212

### Capítulos de libros
- m. Creed, m.t. Fuji, m.b. Barros-Barreto, silva m.p.b. Guimarães, v. Cassano, s.m.b. Pereira, m.f. Oliveira-Carvalho, s. Khader. 2010. Rhodophyta. En: Lista de Espécies da Flora do Brasil. En: rafaela Campostrini Forzza et al. (orgs.) 2010. Catálogo de Plantas e Fungos do Brasil. 1ª ed. Río de Janeiro: Andréa Jakobsson Studio: Instituto de Pesquisas Jardim Botânico do Rio de Janeiro, vol. 1, p. 250-280
- j.m.c. Nunes, m.b.b. Barreto, silva m.p.b. Guimarães. 2008. A família Ceramiaceae (Ceramiales, Rhodophyta) no estado da Bahia, Brasil. En: abel Sentíes g., kurt m. Dreckmann (orgs.) 2008. Monografías Ficológicas, vol. 3. 1ª ed. México DF: Univ. Autônoma Metropolitana-Iztapalapa, vol. 3, pp. 75-159
- m.t. Fujil, d. Barata, s. Chiracava, silva m.p.b. Guimarães. 2008. In: Cenário Brasileiro da Diversidade de Algas marinhas Bentônicas e sua Contribuição para a Política de Conservação dos Recursos Naturais e do Meio Ambiente. En: maria iracema Bezerra Loiola, iuri Goulart Baseia, juliana Espada Lichston (orgs.) Atualidades, desafios e perspectivas da Botânica no Brasil. 1ª ed. Natal: Soc. Botânica do Brasil - 59 Congresso Nacional de Botânica, vol. 1, pp. 375-377

## Membresías
- de la Sociedad Brasileña de Ficología[5]
- de la Sociedad Internacional de Ficología[6]
- de la Sociedad Botánica del Brasil[7]